# بورسكوتو
بورسكوتو (بالبلغارية: Борското)‏ قرية تقع إدارياً ضمن مقاطعة غابروفو في بلغاريا. ويبلغ عدد سكانها 5 نسمة حسب تعداد 15 مارس 2015. تعتمد بورسكوتو للبريد على الرمز البريدي 5333.